# Ivan Brajdić
Ivan Brajdić (Gornji Kuti kraj Brod Moravica, 16. lipnja 1924. – Zagreb, 5. lipnja 2008.), bio je hrvatski književnik, prevoditelj i slikar. Pisao je romane, novele, oglede, zapise i filmske scenarije. Prevodio je sa slovenskoga jezika. 

## Životopis
Ivan Brajdić rođen je u Gornjim Kutima kraj Brod Moravica, 1924. godine. Studij slavistike završio je u Zagrebu 1956. godine. Radio je kao novinar, filmski dramaturg, bio je i urednikom u nakladnom poduzeću te gimnazijskim profesorom. Objavio je dvadesetak knjiga.
Bio je dopisnim članom Slovenske akademije znanosti i umjetnosti.
U časopisu Hrvatskom slovu objavljen je ulomak njegova rada Sobica u potkrovlju.

## Djela
- Posljednji juriš Jačine Kamana, August Cesarec, Zagreb, 1970.
- Spaljene duše: roman, vl. naklada, Zagreb, 1977.
- Posrtanje po mraku: roman, Društvo za zaštitu prirodne, kulturne i povijesne baštine Gorskog kotara, Zagreb-Brod Moravice, 1981.
- Tuđin postadoh braći svojoj: roman, Društvo za zaštitu prirodne, kulturne i povijesne baštine Gorskog kotara, Brod Moravice, 1982.
- Oborovo : pripovijest, crteži Josip Harambaša, Općinski odbor SUBNOR-a Dugo Selo, Zagreb, 1984.
- Dugoselska kronika 1941: roman, Općinski odbor SUBNOR-a Dugo Selo, Zagreb, 1985.
- Oblaci nad Posavinom: roman, Općinski odbor SUBNOR-a Dugo Selo, Zagreb, 1988.
- Dugoselska balada 1945: roman, Općinski odbor SUBNOR-a Dugo Selo, Zagreb, 1989.
- Suza u oku ; Propali snovi, Ivan Brajdić, Zagreb, 1991.
- Josip Predavec: povjesničar i prosvjetitelj hrvatskog seljaštva, Seljačka sloga, Zagreb, 1995.
- Nasred sela zvonik: roman, vl. naklada, Zagreb, 1995.
- Na te mislim: roman, Euroteam, Zagreb, 1998.
- Jakov Majnarić: pjesnik romance Na te mislim, Matica hrvatska, Delnice, 1998.
- S one strane Sutle i Kupe: članci o suvremenim slovenskim piscima, Euroteam, Zagreb, 1998.
- Bajke o vitezovima Domovinskog rata, Euroteam, Zagreb, 1999.
- Susret sa sjenama prošlosti: roman, Pop & Pop, Zagreb, 2002.
- Goranske priče, Pop & Pop, Zagreb, 2002.
- Hod po mukama: roman,Pop & Pop, Zagreb, 2004.
- Trešnjevačke noći: dvije staromodne pripovijesti iz prošlih vremena, Pop & Pop, Zagreb, 2006.
- Bizonsko doba: roman, Pop & Pop, Zagreb, 2007.
- Labuđi pjev Filipa Malnara: roman, Pop & Pop, Zagreb, 2008.
- Pjesme i proza iz moje mladosti: (1938. – 1945.), Gradska knjižnica, Dugo Selo, 2009.

## Vanjske poveznice
- Udruga Pogled naprijed: Ivan Brajdić  Arhivirana inačica izvorne stranice od 15. veljače 2015. (Wayback Machine)